# Eógan mac Néill

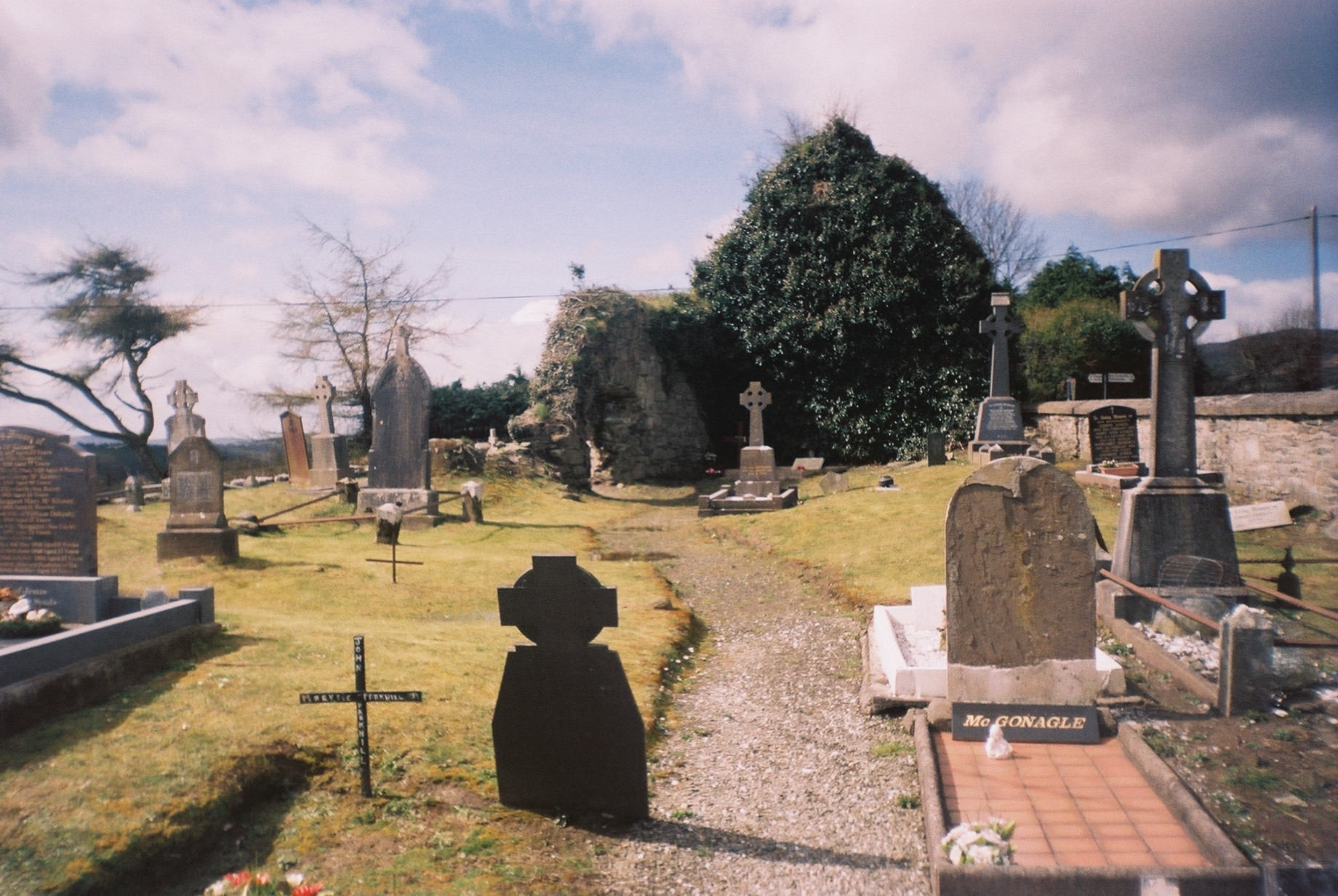
El vell cementeri i l'església en ruïnes d'Iskaheen, el lloc de descans d'Eógan mac Néill

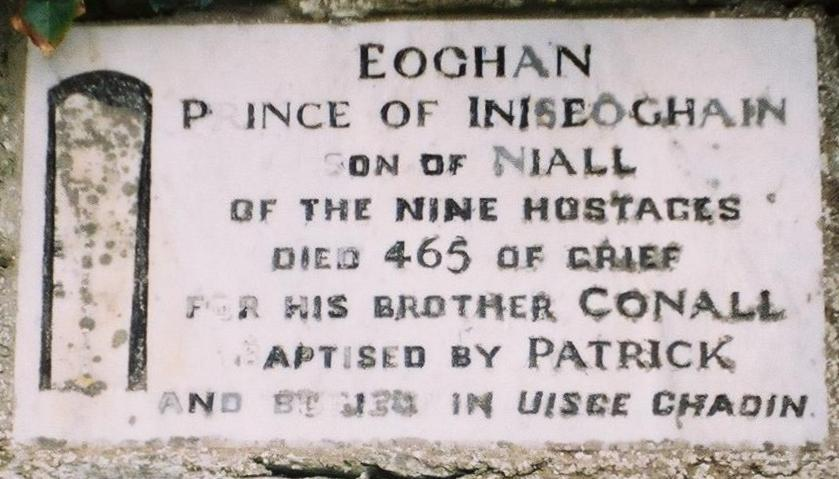
La placa que marca la tomba d'Eógan mac Néill

Eógan mac Néill (ortografia moderna: Eoghan mac Néill) (m. 465) era fill de Niall Noígiallach i avantpassat epònim de la dinastia de Cenél nEógain dels Uí Néill del nord, que fundà el Regne d'Ailech i més tard Tír Eoghain. El seu territori ocupà els comtats de Tyrone, Armagh, Down, Antrim, Derry i el nord-oest de Donegal i Argyll a Escòcia. El seu enterrament s'ha situat a la península d'Inishowen, al comtat de Donegal.
Eógan mac Néill era amic íntim de Patrici i en va rebre la benedicció. Amb el seu germà, el gran rei Lóegaire mac Néill (m. 462), fou un dels jutges en la disputa sobre la successió d'Amalgaid (m. 440), rei de Connacht, entre els seus fills que competien per governar el territori de Tir Amalgaidh al nord-oest de Connacht. Fou enterrat a l'església de St. Patrick d'Iskaheen, Inishowen, Donegal. Una placa hi diu: "Eoghan, príncep d'Inis Eóghain, fill de Niall dels Nou Ostatges. Mort el 465 de dolor pel seu germà Conall (Gulban). Batejat per Patrick i enterrat a Uisce Chaoin". Els seus fills van ser Muiredach mac Eógain, Fergus mac Eoghain, fundador del Cenél Fergusa; i Anghusa Mac Eoghain, fundador del Cenel Anghusa. El manuscrit anomenat Laud 610 Genealogies (Oxford, Bodleian Biblioteca Laud 610, fo. 75un 1, s. XV) dona set clans de descendents del Cenél nEogain, al Bredach.